# Ken Shimizu

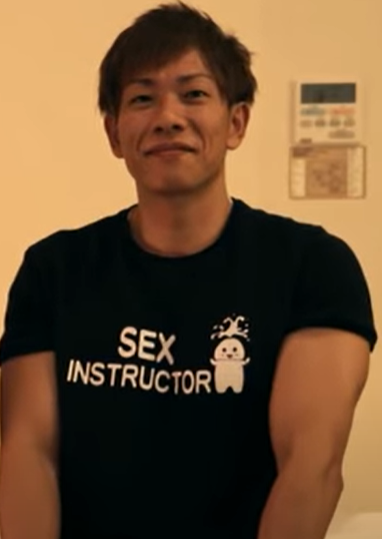
Ken Shimizu, 2019

Ken Shimizu (清水 健, Shimizu Ken) (Künstlername Shimiken (し み け ん); * 1. September 1979) ist ein japanischer Pornodarsteller.

## Leben und Karriere
Shimiken trat mit 18 Jahren zum ersten Mal als Nacktmodell 1998 in der Juli-Ausgabe des japanischen Schwulenmagazins Buddy (Badi) auf. Seine Adult-Video-Karriere begann kurz danach und Mitte 2002 soll er in über 1200 Videos für Erwachsene aufgetreten sein.
Mit 40 Jahren ist Shimiken der König des japanischen Pornos, einer 20-Milliarden-Dollar-Industrie, die mehr als doppelt so viele Erotikfilme produziert wie Amerika.  Seine Popularität und seine lange Berufserfahrung wird in einem Bericht der GQ geschildert: "Seine epischen Amtszeit hat ihm die weit verbreitete nationale Anerkennung eines jüngeren Ron Jeremy oder eines erfahreneren James Deen eingebracht.
In seinen Anfängen schlief Shimizu in seinen Filmen sowohl mit ungarischen Pornodarstellerinnen als auch mit 72-jährigen Zwillingen. Shimizu ist wie sein Kollege Yoshiya Minami in Japan sehr beliebt. Er und Minami hatten zusammen Gruppensex in einem Video von V & R Planning, "Ecstasy: Venture" (ECSTASY) mit den Schauspielerinnen Hitomi Shina und Mariko Kawana, aber entgegen alter Traditionen in japanischen Pornos zeigt das Cover der Videobox die männlichen Stars Shimizu und Minami, nicht die Schauspielerinnen.
In einem Interview mit der GQ wurde bekannt, dass es in Japan nur wenige männliche Pornostars gibt. Ken Shimizu: "In dieser Branche gibt es nur 70 männliche Pornostars für 10.000 Frauen Die Zahl der männlichen Pornostars in Japan ist geringer als die der bengalischen Tiger".
Eines von Shimizus Interessen ist Bodybuilding. 2005 belegte er bei den 13. Bodybuilding-Meisterschaften in Tokio den 6. Platz in der 60-kg-Klasse der Männer.